# Myrcia neocambessedeana
Myrcia neocambessedeana E.Lucas & Sobral (Synonym: Gomidesia cambessedesiana O.Berg) ist eine ausgestorbene Pflanzenart aus der Familie der Myrtengewächse (Myrtaceae). Sie war im brasilianischen Bundesstaat Rio de Janeiro endemisch.

## Merkmale
Myrcia neocambessedeana war eine verholzte Pflanze von nicht beschriebener Wuchshöhe. Die jungen Zweige, die Laubblätter, die Blüten und die Knospen waren rostrot behaart. Die gegenständigen sowie annähernd sitzenden Laubblätter waren in Blattstiel und Blattspreite gegliedert. Der Blattstiele war 1,3 mm lang. Die papierartige Blattspreite war bei einer Länge von 88 bis 97 mm und einer Breite von 20,3 bis 22,6 mm eiförmig-lanzettlich mit allmählich zugespitztem oberen Ende. Der kaum umgebogene Blattrand war bewimpert und mit vereinzelten, durchsichtigen Flecken bedeckt. Die Blattoberseite war kahl, die Blattunterseite spärlich behaart. Die Mittelrippe war an der Blattoberseite eingedrückt, an der Blattunterseite hervorstehend und mit dichten Striegelhaaren bedeckt.
Die Blüten waren in 50,8 mm langen, traubigen Blütenständen angeordnet. Die aufgerichteten, behaarten Blütenknospen waren 4,5 mm lang. Die Kelchblätter waren spitz-lanzettlich. Der vier eiförmigen Fruchtknoten waren zweikammerig. Der Griffel war 6,8 mm lang.
Die Blütezeit lag im Dezember.

## Status
Myrcia neocambessedeana ist nur von zwei blühenden Zweigen aus der Sammlung des Botanikers Karl Beyrich aus dem Jahre 1825 bekannt geworden. Die Art wurde in einem Wald in der Nähe von Santa Anna im brasilianischen Bundesstaat Rio de Janeiro entdeckt. 1998 wurde sie von der IUCN in die Rote Liste der ausgestorbenen Pflanzenarten aufgenommen.

## Systematik
1857 beschrieb Otto Karl Berg diese Art unter dem Namen Gomidesia cambessedesiana in der Flora Brasiliensis von Carl Friedrich Philipp von Martius. 2010 wurde die Gattung Gomidesia mit der Gattung Myrcia synonymisiert und dieses Taxon in Myrcia neocambessedeana E.Lucas & Sobral umbenannt.